# 空想大河ドラマ 小田信夫
『空想大河ドラマ 小田信夫』（くうそうたいがドラマ おだのぶお）は、2017年2月にNHK総合テレビジョンで放送されたコメディ時代劇。全4回。

## 概要
同局の大河ドラマのパロディ作品。実際に大河ドラマ『真田丸』を収録したセットを使用し、スタッフも殆どが大河ドラマ経験者で固められたため、脚本家の前田司郎は「NHKさんの本気を見ました」と語っている。当初プロデューサーがスタッフに声をかけた際は「正直、ひとりくらいは「やりたくない」って断ってくるかと思った」とのことだが、その予想に反し皆ノリノリで参加してきたという。
当初プロデューサー側では「現代で1シチュエーションのコント」をやろうと考えていたが、時代劇をやろうと前田に説得されてしまった。主人公が織田信長をモデルとした「小田信夫」となったのは「そこをパロディにするなら、前段の説明とか一切いらない」という理由。ドラマの面白さを際だたせるため「スタッフ側は一切おふざけなし」。一方でコメディなので時代考証などは一切ない。

## あらすじ
決戦桶狭間（2017年2月4日）
永禄3年（1560年）。桶狭間の戦いから城に戻った小田家の面々が祝宴を開いている中、当主の小田信夫は浮かれている家臣たちを一喝するが、家臣の柴田勝夫や明智充から「織田信長殿の戦を見学に行ってはしゃいでいただけでしょう」と反論される。名前が似ている信長を何かと意識する信夫は、信長のような規律のある主従関係に憧れるが、自身も含めて緩み切った小田家では到底望めないことだった。翌日、信夫は家臣たちを集め、「第六天魔王」を名乗る信長に対抗して「第七天魔王」を自称すると宣言する。しかし家臣達の反応は薄く、望んだ成果も得られないまま隣国・黒田城との戦について話し合うも、情報を流している間者の孫が病だからと信夫は敵方に見舞いに行くなどと言い出し、話が拗れてしまう。折しもその時、黒田勢挙兵の知らせを受け、間者への怒りと共に信夫は戦を決意。小田家も戦乱の嵐に巻き込まれていくのだった。
武士の威信（2017年2月11日）
隣国・黒田城との戦で敵将の首を討ち取った信夫は得意気になっていたが、生首を寝室に持ち込んでしまい、次第に恐くなってしまう。恐さのあまり柴田を呼び出すが、「恐いなんて言っていない」と開き直ってしまい柴田と言い争いになってしまう。そこに明智が現れ、実は本物の生首ではなく瓜で作った偽物だった事を明かす。自分が瓜で高笑いしていた事に気付いた信夫は明智達に怒りをぶつけるが、その際に明智は「風呂に入る際に侍女を侍らすのは止めて欲しい」と侍女たちからの苦情を信夫に伝え、再び信夫と柴田が言い争いを始めてしまう。翌日、信夫は柴田に切腹を命じる。明智は引き止めようとするが、互いに強情を張る二人は明智の話を聞き入れず、柴田は切腹してしまう。驚く明智だったが、実は切腹は信夫と柴田が仕組んだドッキリだった。騙された明智には謀反の心が芽生えていた。
黒田城攻め（2017年2月18日）
黒田城攻めを決意した信夫は柴田・明智と軍議を開く。柴田は「黒田城内に鼻薬を効かせた内通者がいる」と伝えるが、「鼻薬」の意味が分からない信夫は軍議を余所に「鼻薬」の意味を聞き始める。さらには自身が掲げている「天下布武」の元々の意味を聞き始め、最終的に「戦なんてやりたくない」と言い出す。こじれた話をまとめようとする明智に対し、信夫は「人間五十年を舞うから家臣を集めろ」と言い出す。明智は「戦の準備で皆忙しいから明日の朝にしましょう」と伝えるが、翌朝、誰も「人間五十年」を見に来ないので信夫は怒り出す。怒られた明智はつい「人間五十年なんて見てる暇ないんです」と本音をぶちまけてしまった。信夫と明智の対立は避けられない状態となっていた。
本能寺の辺（2017年2月25日）
永禄6年（1563年）。本能寺近くの寺に宿泊していた信夫の元に、「明智が謀反を起こした」という知らせが入る。柴田とお毛は逃げるように伝えるが、信夫は「逃げようとして失敗したら格好悪い」と言い出し脱出を拒否する。信夫は明智軍に包囲され火を放たれた寺の中で「人間五十年」を舞うが、そこに明智が姿を現し、「何で逃げないんですか」と言い出す。明智は「殿にしっかりした武将になって欲しいと悩んだ挙句、勢い余って謀反を起こした」と伝える。明智の意志を汲み取った信夫は謀反の件を水に流し、「本能寺辺りの変」と名付けられた事件は落着する。信夫は柴田・明智と共に燃え盛る寺で「人間五十年」を舞い続けた。その後、小田家がどうなったのかは諸説あるが、あまり知られていない。

## 登場人物
戦国時代の架空の小大名「小田家」の面々。いずれも同時代のどこかで聞いたことのあるような名前だが、本物の迫力はかけらもない。
小田信夫（おだ のぶお）
演：堀内健
主人公の戦国大名。小田家当主だが、我儘で緩み切っているため人望は薄い。天下統一を口にしたりもするが、あくまで口だけ。自分と似た名前なのに自分とは対照的に乱世を躍進する織田信長を何かと意識してしまう。桶狭間の戦いを配下の武将達と見学に行っていることから、尾張国の近辺に城を構えている模様。「第六天魔王」を名乗った信長にちなみ、自らを「第七天魔王」と称する。
柴田勝夫（しばた かつお）
演：原田泰造
小田家の家臣。柴田勝家とは赤の他人。信夫と共に悪戯をすることが多く、明智から「殿の唯一の友達」と言われている。
明智充（あけち みつる）
演：名倉潤
小田家の家臣。明智光秀とは赤の他人。信夫と柴田の悪戯に振り回されることが多い。また、侍女たちから信夫に苦情を伝えて欲しいと頼まれるなど、小田家の中では頼りにされている。信夫への不満から後に「本能寺辺りの変」を起こす。
お毛（おもう）
演：小西真奈美
信夫の正室。濃姫とは赤の他人。世継ぎが生まれないことを気にしている。ナレーションも兼任。
林乱丸（はやし らんまる）
演：石井勇気（パンダユナイテッド）
小田家の小姓。森蘭丸とは赤の他人。

## スタッフ
- 作：前田司郎
- 音楽：上野耕路
- 時代考証・風俗考証・建築考証・衣装考証：なし[2]
- 所作指導：花柳寿楽
- 美術：青木聖和
- 技術：佐々木喜昭
- 音響効果：吉田直矢
- 編集：松屋周平
- 記録：岡崎正亮
- 撮影：石橋正和
- 照明：池田学
- 音声：吉野桂太
- 映像技術：板倉孝太
- VFX：釣木沢淳
- 美術進行：松谷尚文
- 演出：大原拓
- 制作統括：中村高志